# Ziyu He

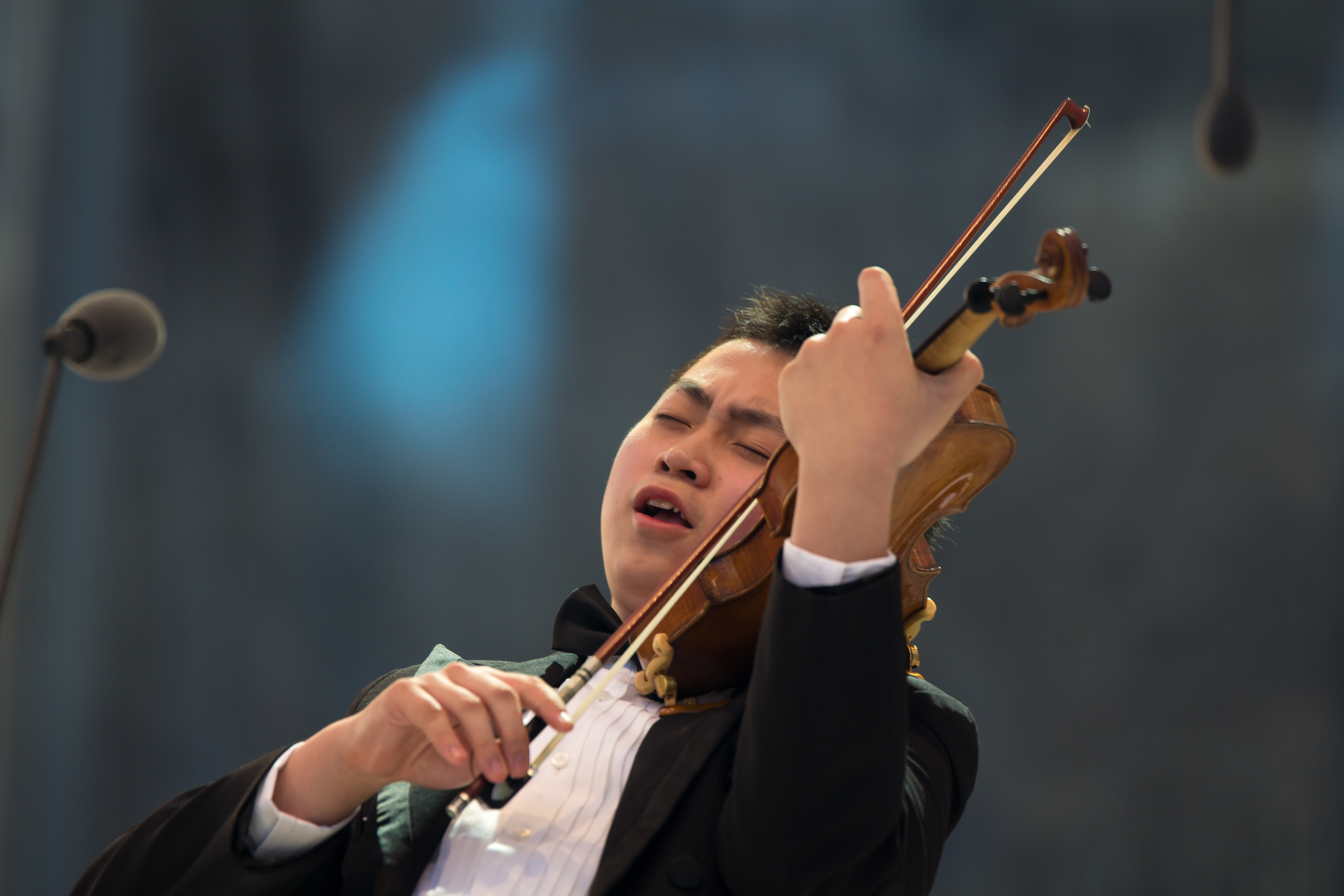
Ziyu He beim Wettbewerb Eurovision Young Musicians 2014

Ziyu He (* 1999 in Qingdao) ist ein chinesischer Geiger.

## Leben
Ziyu He begann im Alter von fünf Jahren mit dem Geigenspiel unter der Anleitung von Prof. Xiangrong Zhang. Im Alter von zehn Jahren wurde er von Paul Roczek eingeladen, bei ihm an der Universität Mozarteum Salzburg zu studieren. 2011 kam er nach Salzburg. Seither hat er am Mozarteum Violine bei Paul Roczek und Bratsche bei Thomas Riebl studiert. Außerdem besuchte er Meisterkurse bei Ivry Gitlis, Ani Schnarch, Schmuel Ashkenasi, Vadim Gluzman, Chaim Taub und Petru Munteanu in Israel und in Salzburg.
Seine Konzerttätigkeit führte ihn bereits in jungen Jahren nach London, Israel, Frankreich, Deutschland, Schweden und Italien. Sein Debüt mit Orchester gab er in seiner Heimatstadt Qingdao im November 2012 mit dem Qingdao Symphony Orchestra. In einem Konzert mit dem Mozarteumorchester Salzburg unter der Leitung von Hans Graf spielte Ziyu im November 2014 das 2. Violinkonzert von Prokofjew.
2021 schloss er sein Masterstudium am Mozarteum ab. Danach begann er ein postgraduales Studium bei Benjamin Schmid und Paul Roczek im Fach Violine sowie bei Thomas Riebl im Fach Bratsche.
Als Gewinner der Menuhin Competition 2016 durfte Ziyu He ein Jahr lang eine Stradivari spielen, die ihm  von der Beare’s International Violin Society zur Verfügung gestellt wurde. Derzeit (2023) spielt er eine Geige von Andrea Guarneri aus dem Jahr 1688 und eine Bratsche von Giuseppe Guadagnini aus dem Jahr 1797, beides Leihgaben von privaten Sponsoren.

## Auszeichnungen
- 2012: 1. Preis beim Szymon Goldberg Award der Musikakademie Meissen als jüngster Teilnehmer über alle Altersklassen hinweg[2]
- 2013: 3. Preis und Sonderpreis „Sonate“ beim Internationalen Wettbewerb für Violine der Kulturstiftung Hohenlohe im Kloster Schöntal[4]
- 2013: 3. Preis beim Internationalen Louis Spohr Wettbewerb für Junge Geiger in Weimar[5]
- 2014: 1. Preis beim Wettbewerb Eurovision Young Musicians in Köln als Teilnehmer für Österreich[2]
- 2015: 1. Preis in seiner Altersklasse beim Internationalen Mozart-Wettbewerb für junge Musiker in Zhuhai, China[2]
- 2015: 1. Preis beim Internationalen Instrumentalwettbewerb in Markneukirchen[2]
- 2016: 1. Preis beim Internationalen Mozartwettbewerb Salzburg, außerdem Sonderpreis für die beste Interpretation des Auftragswerks und Sonderpreis für die beste Interpretation des Mozart-Violinkonzerts[6]
- 2016: 1. Preis in der Senior Division und drei Sonderpreise bei der Menuhin Competition in London[3]
- 2016: 2. Preis und Sonderpreis beim Internationalen Violinwettbewerb Leopold Mozart in Augsburg[2]
- 2016: Paul Roczek Award der Universität Mozarteum Salzburg[7]